# 二崙故事屋
23°46′14″N 120°24′47″E / 23.770548°N 120.413192°E
原二崙派出所是位於臺灣雲林縣二崙鄉崙西村的台灣日治時期派出所建築，於1927年落成。2005年列為縣定古蹟，2013年以「二崙故事屋」之名作活化，成爲藝文展演空間與社區文化據點以及孩童聽故事和看繪本的空間。

## 建築

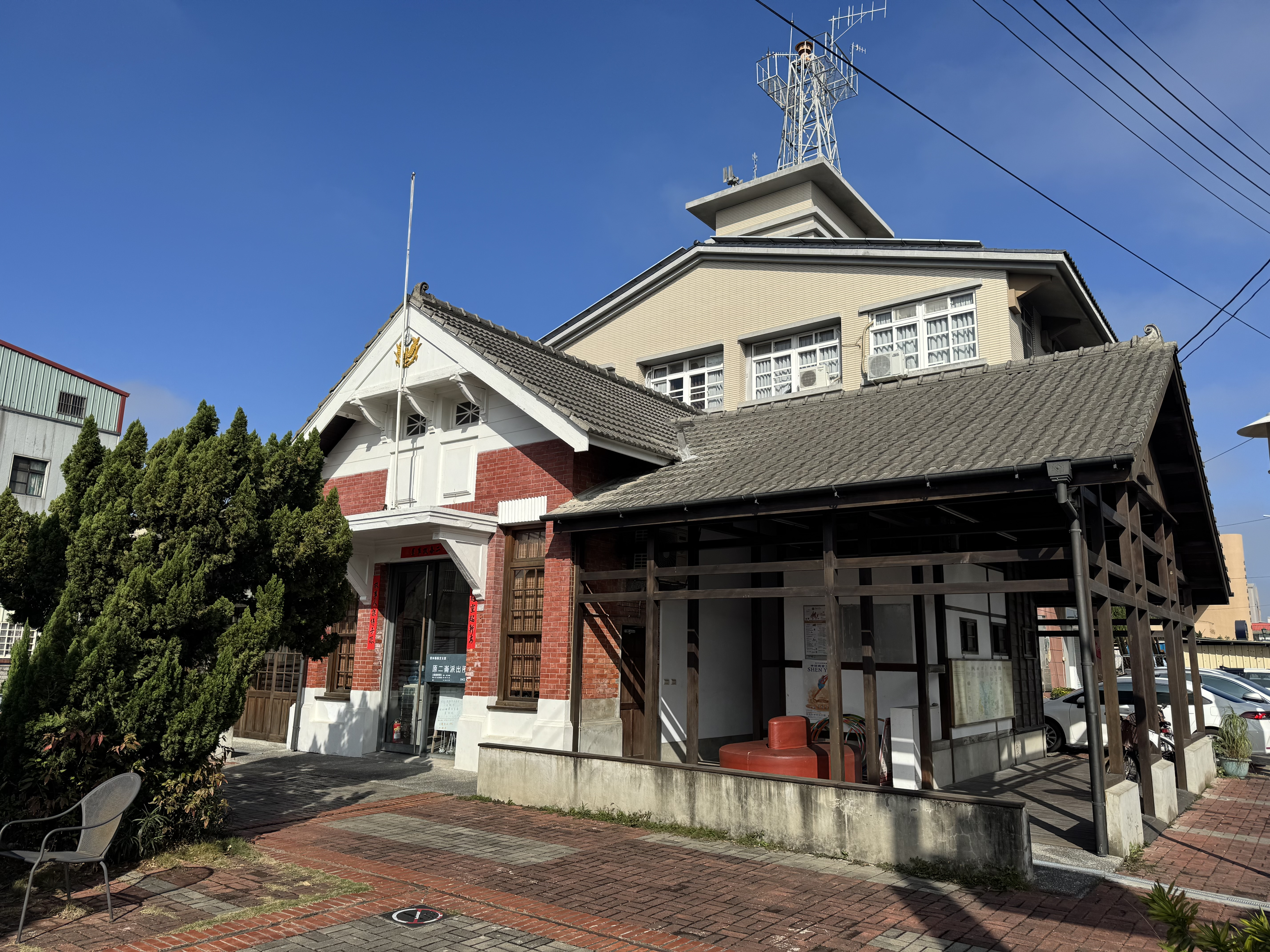
左側木造部分

二崙派出所原為1926年改建的二崙仔警察官吏派出所，同年11月10日上梁，次年3月落成。樣貌類同關西分駐所等大正年間興建的派出所，具有三角形山牆、紋飾門柱。格局為一字型建築，中間磚造、兩側木造。正立面設有千鳥破風，以強化主要入口意象。
戰後時期，此建物改稱「臺南縣警察局虎尾區警察所二崙派出所」，至1950年因行政區域調整改稱「雲林縣警察局虎尾分局二崙派出所」，1956又改「雲林縣警察局西螺分局二崙分駐所」。

## 活化
多年來，二崙派出所因土地問題而未改建，是西螺警分局轄內唯一未改建的警政廳舍。2005年9月12日，公告為縣定古蹟。2008年2月15日，派出所人員正式遷至新建辦公廳舍。
雲林故事人協會以「雲林故事屋」之名經營虎尾郡守官邸成功後，雲林縣政府文化處便在各地擴大推動成立故事屋，如土庫故事屋、古坑故事屋等。二崙派出所建物在中華民國文化部補助新台幣八百四十五萬元整修後，於2013年7月17日開始以「二崙故事屋」之名作試營運。2014年1月9日，由縣長蘇治芬主持開館，成爲藝文展演空間與社區文化據點，也作為兒童聽故事和看繪本的空間。